# Nuevo Edén
Nuevo Edén är en ort i Mexiko.   Den ligger i kommunen Siltepec och delstaten Chiapas, i den sydöstra delen av landet, 800 km sydost om huvudstaden Mexico City. Nuevo Edén ligger 1 591 meter över havet och antalet invånare är 107.
Terrängen runt Nuevo Edén är bergig åt sydost, men åt nordväst är den kuperad. Runt Nuevo Edén är det ganska tätbefolkat, med 83 invånare per kvadratkilometer. Närmaste större samhälle är El Porvenir de Velasco Suárez, 14,7 km öster om Nuevo Edén. I omgivningarna runt Nuevo Edén växer i huvudsak städsegrön lövskog.